# Стефан Стефанов (архитект)
Вижте пояснителната страница за други личности с името Стефан Стефанов.
Стефан Йорданов Стефанов е български архитект, професор.

## Биография
Стефан Йорданов Стефанов е роден в село Горно Церовене, Фердинандска околия, на 3 април 1926 година. Произхожда от селско семейство – баща му Йордан е лозар, а майка му Анка – домакиня. Завършва начално и прогимназиално образование в училището „Отец Паисий“ в родното си село Горно Церовене. Продължава образованието си в реалните гимназии в Берковица и Михайловград, и завършва през 1945 г. По време на наборната си служба завършва радиомонтьорската школа на Въздушното свързочно училище в София.
През 1948 г. е приет като студент по архитектура в Държавната политехника и завършва с отличие през 1953 г. В началото на 1954 г. е назначен като архитект в Околийския народен съвет – Михайловград, но в средата на същата година е започва работа като проектант в „Софпроект“ към Столичния градски съвет. Тук участва в проектирането на редица жилищни и обществени сгради в ж.к. „Изток“, като самостоятелно проектира 19 жилищни блока в същия комплекс. През 1959 г., в резултат на новото административно деление на страната, Михайловград става окръжен град, и архитект Стефанов е назначен за директор на новосформираната Окръжна проектантска организация. Центърът на Монтана, до голяма степен е това, което е проектирано и построено по това време. Архитект Стефанов проектира ресторант „Монтанензиум“, представителната вила на Общината, административната сграда на ОКС и около 10 индивидуални къщи в града, Берковица и селата. В края на 1960 г. отново е назначен за проектант в „Софпроект“, а малко по късно и за групов ръководител в същата организация. Проектира архитектурната част на Пречиствателна станция за питейна вода – Панчарево, пет жилищни блока в комплекс „Гео Милев“, жилищен блок на ул. „Оборище“ (срещу Софийския университет), интериори на магазини по улиците „Калоян“ и „Алабин“, и др. С колектив проектира градоустройственото решение на комплекс „Гео Милев“.
През 1964 г. е назначен като хоноруван асистент в катедра „Въведение в архитектурното проектиране“ на ИСИ (сегашния УАСГ). През 1966 г. става и редовен асистент в катедра „Жилищни сгради и вътрешна архитектура“, и от този момент започва активната му преподавателска дейност. Успоредно с преподавателската работа се занимава и с проектиране. По време на преподавателския си период проектира бар-ресторант „Ханска шатра“ на Слънчев бряг, учебно- спортна база на ИСИ на Семково (с колектив), търговска сграда в с. Горно Церовене, жилищен блок на ул. „Камен Цанов“ в Монтана, три жилищни кооперации в София, хижа „Гургулица“ над Костенец, над 450 къщи и вили, обзавеждания на апартаменти, паметници. В резултат на богатия му проектански опит се появяват и книгите – „Въведение в проектирането на малката къща“ (в колектив с Кирил Бойчев и Коста Джелебов), и трите самостоятелни – „Индивидуални жилищни сгради“, „Проектиране на жилищния интериор“ и „Еднофамилни и двуфамилни жилищни сгради“.
Академичната кариера на арх. Стефанов се развива в рамките на архитертурния факултет на ВИСИ – през 1973 г. е избран за доцент, през 1980 г. избран за професор, 1983 г. за декан на Архитектурния факултет на ВИАС. Умира на 24 септември 1996 г., когато по време на лекция пред студентите получава сърдечен удар.
За проектантската и педагогическа работа проф. Стефанов е награждаван с награди от Правителството на България, Столичната община, Съюза на архитектите в България, и УАСГ, по важните от които са: Народен орден на труда, Орден „Кирил и Методий“, Наградата на София за архитектура, Златна значка на Съюза на архитектите в България, Златна значка с циркон на Съюза на архитектите в България и още много юбилейни и възпоменателни медали и знаци.
Професионалната гимназия по строителство, архитектура и геодезия в Монтана носи името на арх. Стефан Стефанов.